# Forsanger
En forsanger er den person i et band, der synger den dominerende vokaldel. Andre personer i bandet kan også synge, enten som kor eller som gæstesangere. 
De fleste bands nøjes med kun at have en enkel forsanger, men det er naturligvis muligt at have flere. Dette kan medføre en større vokal variation i lydbilledet. Det er heller ikke usædvanligt, at forsangere også spiller musikinstrumenter i bandet.
Bands, hvor de fleste eller alle medlemmer synger, regnes normalt ikke som havende forsangere – eksempelvis The Beatles, Spice Girls og De Nattergale.
| Musik | Spire Denne musikartikel er en spire som bør udbygges. Du er velkommen til at hjælpe Wikipedia ved at udvide den. |

| Job | Spire Denne artikel om et job eller en stillingsbetegnelse er en spire som bør udbygges. Du er velkommen til at hjælpe Wikipedia ved at udvide den. |